# Sonate pour piano no 17 de Mozart
Pour un article plus général, voir Sonate pour piano.
Pour les articles homonymes, voir Sonate pour piano (homonymie).
La Sonate pour piano no 17 en si bémol majeur, K. 570, de Wolfgang Amadeus Mozart a été écrite en février 1789. Elle fait probablement partie des six sonates commandées par la cour de Prusse en mai 1789.
Il existe pour cette sonate une partie pour violon publiée dans les années 1800 qui a été ajoutée mais reste d'origine incertaine. La partie de piano est la même dans les deux versions.
Le manuscrit se trouve à la British Library. La sonate a été imprimée par Artaria en 1796.

## Analyse
La sonate se compose de trois mouvements:
1. Allegro, en si bémol majeur, à 
, 209 mesures, deux sections jouées deux fois (mesures 1 à 79, mesures 80 à 209) - partition
2. Adagio, en mi bémol majeur, à , 55 mesures, plusieurs sections jouées deux fois (mesures 1 à 4, mesures 5 à 12, mesures 13 à 16, mesures 17 à 24, mesures 32 à 35, mesures 36 à 39) - partition
3. Allegretto, en si bémol majeur, à , 89 mesures, plusieurs sections jouées deux fois (mesures 23 à 30, mesures 31 à 42, mesures 45 à 48, mesures 49 à 56) - partition

La durée de l'interprétation est d'environ 18 minutes.
Introduction de l'Allegro :
Première reprise de l'Adagio :
Introduction de l'Allegretto :